# عباس ایزدپناه
سرلشکر عباس ایزدپناه دامپزشک، استاد دانشگاه، سیاستمدار و نظامی و رییس  فدراسیون کشتی ایران و دومین رییس سازمان تربیت بدنی  بود.

## زندگی‌نامه
وی در سال ۱۲۸۴ در تهران به دنیا آمد. تحصیلات ابتدایی را در مدرسه علمیه و متوسطه را در علمیه و دارالفنون انجام داد. در سال ۱۳۰۷ برای تحصیلات عالی به فرانسه رفت. در سال ۱۹۳۲ میلادی دانشکده دامپزشکی تولوز فرانسه را به اتمام رساند و پس از تقدیم پایان‌نامه خود در موضوع «طرق مختلف شناسایی بیماری مشمشه در ایران) دانشنامه دکتری در دامپزشکی از دانشکده تولوز دریافت کرد. بین سال‌های ۱۳۱۲ تا ۱۳۳۴ در دانشکده رشته تشریح و جراحی تدریس نمود و در کنار آن به سمت معلم تدریس عملی دانشجویان در درمانگاه‌های دامپزشکی ارتش انتخاب گردیدند. وی در پست‌های ریاست دامپزشکی هنگ سوار حمله، رئیس بیمارستان دامپزشکی دانشکده افسری، فرماندهی رسته دامپزشکی دانشکده افسری و رئیس انجمن ملی تربیت بدنی ایران به فعالیت پرداخت. ایزدپناه همچنین دومین سرپرست سازمان تربیت بدنی بود در دوران ریاست وی، ورزش ایران در بازی‌های آسیایی ۱۹۵۸ توکیو و ۱۹۶۶ توکیو شرکت کرد. در سال ۱۹۵۸ کاروان ورزش ایران صاحب ۸ مدال طلا، ۱۴ نقره و ۷ مدال برنز شد و در سال ۱۹۶۶، ۶ مدال طلا، ۸ نقره و ۱۷ برنز شد. وی در سال ۱۳۳۵–۱۳۳۸ ریاست  فدراسیون کشتی ایران بر عهده داشت
وی در طی سالهای ۱۳۳۶تا ۱۳۳۷ مدیر سازمان دامپزشکی کشور بود (منبع: سایت سازمان دامپزشکی کشور)